# Епархия Сан-Фелипе
Епархия Сан-Фелипе (лат.  Dioecesis Sancti Philippi ) — епархия Римско-Католической церкви с центром в городе Сан-Фелипе, Чили. Епархия Сан-Фелипе распространяет свою юрисдикцию на территорию провинций Сан-Фелипе-де-Аконкагуа, Лос-Андес, Петорка и часть области Вальпараисо. Епархия Сан-Фелипе входит в митрополию Сантьяго-де-Чили. Кафедральным собором епархии Сан-Фелипе является церковь святого Филиппа.

## История
18 октября 1925 года Римский папа Пий XI издал буллу "Apostolicis muneris ratio", которой учредил епархию Сан-Фелипе, выделив её из архиепархии Сантьяго-де-Чили.
30 апреля 1960 года епархия Сан-Фелипе передала часть своей территории для возведения новой территориальной прелатуры Ильяпеля.

## Ординарии епархии
- епископ Melquisedec del Canto Terán (14.12.1925 — 19.03.1938);
- епископ Roberto Benardino Berríos Gaínza (19.03.1938 — 23.11.1957);
- епископ Ramón Munita Eyzaguirre (23.11.1957 — 23.04.1963);
- епископ José Luis Castro Cabrera (10.05.1963 — 26.01.1965);
- епископ Enrique Alvear Urrutia (7.06.1965 — 9.02.1974);
- епископ Francisco de Borja Valenzuela Ríos (25.03.1974 — 3.05.1983);
- епископ Manuel Camilo Vial Risopatrón (20.12.1983 — 21.09.2001) — назначен епископом Темуко;
- епископ Cristián Contreras Molina (19.07.2002 — по настоящее время).

## Источник
- Annuario Pontificio, Libreria Editrice Vaticana, Città del Vaticano, 2003, ISBN 88-209-7422-3
- Булла Apostolicis muneris ratio, AAS 18 (1926), стр. 201